# Jovan Đorđević

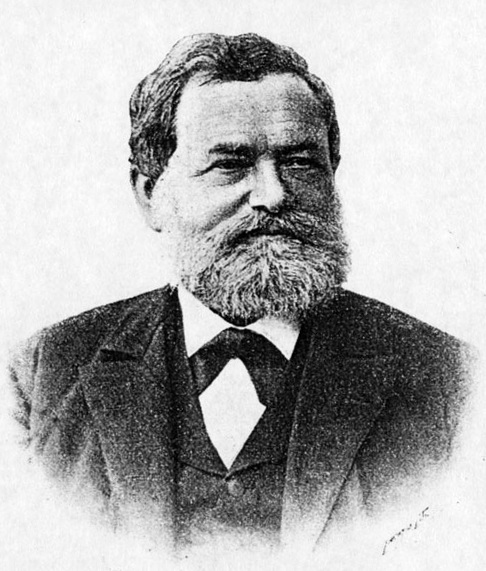
Jovan Đorđević

Jovan Đorđević (* 13. Novemberjul. / 25. November 1826greg. in Senta; † 9. Apriljul. / 22. April 1900greg. in Belgrad) war ein serbischer Schriftsteller, Mitgründer des serbischen Nationaltheaters in Novi Sad und Autor der Nationalhymne Serbiens Bože Pravde („Gott der Gerechtigkeit“). 

## Leben
Đorđević besuchte Schulen in Senta, Novi Sad, Szeged und Timisoara. 1845 schrieb er sich an der medizinischen Fakultät von Pest ein. Aufgrund der Revolution von 1848 musste er sein Studium unterbrechen und zog nach Sombor zu Isidor Nikolié-Dzaver.
1852 wurde zum Professor eines Gymnasiums in Novi Sad ernannt. Dort kam er aufgrund der Ideen von Vuk Stefanović Karadžić in Konflikt mit einigen Mitgliedern der Patronatskirche und woraufhin er 1857 anfing für den Kulturverein Matica srpska und in der Redaktion des Magazins Letopis Matica Srpsk zu arbeiten, dessen Herausgeber er von 1857 bis 1859  war.
1861 gründete er gemeinsam mit Jovan Andrejević Joles das serbische Nationaltheater in Novi Sad. 1868 gründete er das Nationaltheater Belgrad, dessen Generaldirektor er bis 1871 war.
1872 schrieb er den Text der serbischen Nationalhymne Bože Pravde.
1888 wurde er Professor für Allgemeine Geschichte an der Hohen Schule Belgrad. 1893 wurde er für kurze Zeit Bildungsminister im Kabinett des serbischen Premierministers Jovan Avakumović und wurde 1887 Lehrer des serbischen Königs Aleksandar Obrenović.
Đorđević veröffentlichte viele Gedichte und übersetzte viele Theaterstücke ins Serbische. Er starb in Belgrad am 9. April 1900.

## Ausgewählte Werke
- Đorđević, J. (1881) Narodno pozorište u Beogradu. Pozorište, vol. 8, br. 8. pp. 30
- Đorđević, J. (1882) Srpska himna, Složio u note za prvi glas sa pratnjom klavira Davorin Jenko. Srbadija, vol. II, sv. 3
- Đorđević, M. J. (1884) Lira : sa 800 pozorišnih pesama. Pozorišna lira, Belgrade, (Zadruga štamparskih radenika), COBISS 52454151